# Chlorek aniliniowy
Chlorek aniliniowy – organiczny związek chemiczny, sól aniliny i kwasu chlorowodorowego. Poprzez ogrzewanie otrzymuje się z niego difenyloaminę.